# نفرین مردمان گربه‌ای
نفرین مردمان گربه‌ای (انگلیسی: The Curse of the Cat People) فیلمی در ژانر ترسناک و فانتزی به کارگردانی رابرت وایز است که در سال ۱۹۴۴ منتشر شد.

## بازیگران
- سیمون سیمون
- کنت اسمیت
- جین رندالف
- ان کارتر
- جولیا دین
- الیزابت راسل